# Gare d'Olonne-sur-Mer
La gare d'Olonne-sur-Mer est une gare ferroviaire française de la ligne des Sables-d'Olonne à Tours, située sur le territoire de la commune nouvelle des Sables-d'Olonne (ancienne commune d'Olonne-sur-Mer), dans le département de la Vendée, en région Pays de la Loire. 
C'est une halte voyageurs de la Société nationale des chemins de fer français (SNCF) desservie par des trains TER Pays de la Loire circulant entre Nantes et Les Sables-d'Olonne, via La Roche-sur-Yon. La dénomination de « station d'Olonne » figure également toujours sur les façades de l'ancien bâtiment voyageurs aujourd'hui fermé.

## Situation ferroviaire

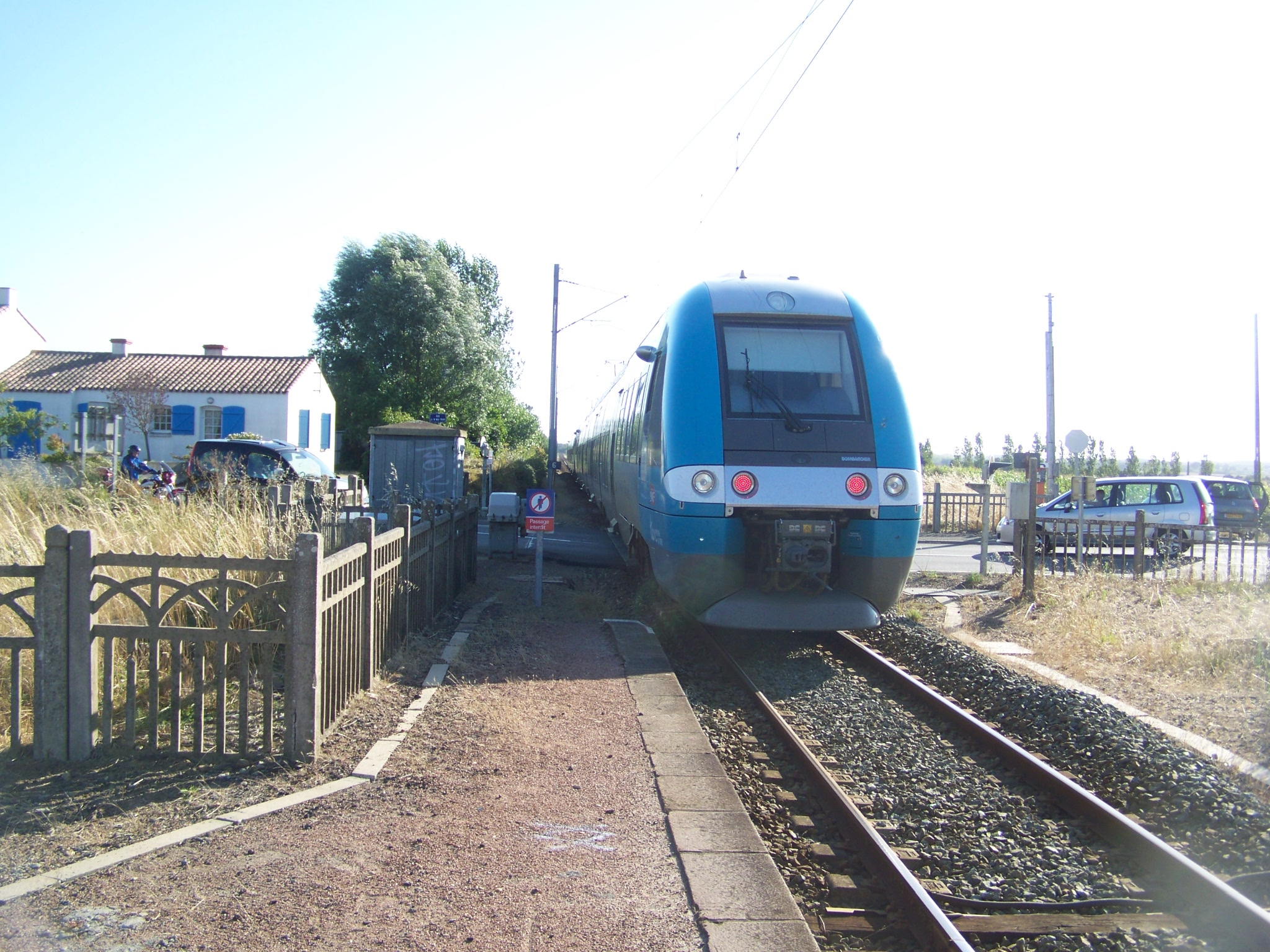
TER quittant la gare pour Les Sables-d'Olonne.

Établie à 6 mètres d'altitude, la gare d'Olonne-sur-Mer est située au point kilométrique (PK) 6,092 de la ligne des Sables-d'Olonne à Tours, entre les gares des Sables-d'Olonne et de La Mothe-Achard.

## Histoire
La ligne est mise en service en 1866 par la Compagnie des chemins de fer de la Vendée.

## Service des voyageurs

### Accueil
Halte SNCF, Olonne-sur-Mer est un arrêt à accès libre. En 2015, la région des Pays de la Loire promet que l'abri de quai devrait être remplacé, avec l'aide du programme européen « Citizens rail » de développement des chemins de fer régionaux.

### Desserte
Olonne-sur-Mer est desservie par des trains TER Pays de la Loire de la ligne 08 circulant entre Nantes et Les Sables-d'Olonne, via La Roche-sur-Yon.

### Intermodalité
Un parking pour les véhicules est aménagé.